# Francisco de Mendoza (teniente de gobernador)
Francisco de Mendoza (Castrojeriz de Burgos, España, 1515 - Asunción del Paraguay, noviembre de 1547) fue un hidalgo, militar que llegó al rango de capitán y conquistador español, que acompañó al adelantado Pedro de Mendoza en la fundación de la primera Buenos Aires en 1536 y más tarde sería nombrado por el gobernador interino Domingo Martínez de Irala como teniente de gobernador general de Asunción en 1539 hasta su derrocamiento haciendo de lugarteniente durante una larga expedición de Irala, en 1547.

## Biografía
Francisco de Mendoza había nacido en el año 1515 en la villa burgalesa de Castrogeriz, dentro de la jurisdicción de Castilla la Vieja que formaba parte de la Corona castellana, y al año siguiente, por la autoproclamación de Carlos I como rey, pasaría a ser de la Corona de España.
Arribó a Sudamérica en 1536 con la expedición de Pedro de Mendoza quien fuera nombrado por el emperador Carlos V como el primer adelantado del Río de la Plata y gobernador de Nueva Andalucía.
Una vez que falleció el adelantado el 23 de junio de 1537, surgirían durante casi dos años varias disputas entre los dos aspirantes a la gobernación, uno nombrado por el propio Pedro de Mendoza ante escribano, que fue el capitán Francisco Ruiz Galán quien fuera el teniente de gobernador de Buen Ayre, Corpus Christi y Buena Esperanza, y el otro asignado con un poder escrito por su lugateniente Juan de Ayolas, que fue el capitán Domingo Martínez de Irala nombrado teniente de gobernador de La Candelaria.
El veedor Alonso de Cabrera, enviado por el emperador con una secreta real cédula que contenía el primer indicio de democracia en el Nuevo Mundo, terminaría asignando en mayo de 1539 a Irala como gobernador del Río de la Plata y del Paraguay.
Durante el gobierno de Martínez de Irala que tenía como lugarteniente a Francisco de Mendoza cada vez que se ausentara, en 1545 lo volvería a dejar a cargo de la administración mientras hacía sus exploraciones por el Chaco Boreal. 
Al transcurrir los años, y con el antecedente de Juan de Ayolas, comenzaron a surgir falsos rumores de que Irala había muerto a manos de los aborígenes, por lo cual empezó a alborotarse la población asuncena hasta que se provocó una revuelta en 1547 en donde depusieron al teniente de gobernador general de Asunción, el capitán Francisco de Mendoza, para ser suplantado por medio de una votación popular por el capitán Diego de Abreu, el 12 de noviembre del mismo año, y quien una vez en el poder, terminaría por deponer al gobernador interino Irala ya que se lo suponía fallecido, obligando a asumir al frente de la gobernación, al capitán Gonzalo de Mendoza quien se negaba a aceptarla.
Cuando Francisco de Mendoza trató de recuperar el poder rebelándose ante el usurpador Diego de Abreu, le advirtió que le encerraría pero finalmente como no desistía en su lucha, lo mandó a apresar, por lo cual, Francisco de Mendoza terminaría sus días decapitado, según los fueros que regían a los hidalgos, a los 32 años de edad en noviembre de 1547.